# Џенерал ејвијејшон FA-1
Џенерал ејвијејшон FA-1 (енгл. General Aviation FA-1) је једноседи амерички ловачки авион. Авион је први пут полетео 1932. године. 

Највећа брзина авиона при хоризонталном лету је износила 273 km/h.
Распон крила авиона је био 7,77 метара, а дужина трупа 6,75 метара. Празан авион је имао масу од 833 килограма. Нормална полетна маса износила је око 1138 килограма. Био је наоружан са два митраљеза калибра 7,62 mm Browning.

## Наоружање
| Наоружање авиона: Џенерал ејвијејшон |      |
| Ватрено (стрељачко) наоружање        |      |
| Топ                                  |      |
| Митраљез                             |      |
| Број и ознака митраљеза              | 2    |
| Калибар                              | 7,62 |
| Бомбардерско наоружање (бомбе)       |      |
| Ракетно наоружање (ракете)           |      |